# 基尔什莱锡尔克
基尔什莱锡尔克（法語：Kirsch-lès-Sierck，法語發音：[kiʁʃ lɛ siʁk]，意为“锡尔克附近的基尔什”；洛林法兰克语：Kiisch）是法国摩泽尔省的一个市镇，属于蒂永维尔区。

## 地理
基尔什莱锡尔克（49°26'35"N, 6°24'0"E）面积8.85 平方千米，位于法国大東部大區摩泽尔省，该省份为法国东北部内陆省份，是洛林的一部分，西南接默尔特-摩泽尔省，东临下莱茵省，北与卢森堡和德国接壤。
与基尔什莱锡尔克接壤的市镇（或旧市镇、城区）包括：阿帕克、基什瑙门、梅尔斯克韦莱、蒙特纳克、吕斯特罗夫、芒德伦-里灿。
基尔什莱锡尔克的时区为UTC+01:00、UTC+02:00（夏令时）。

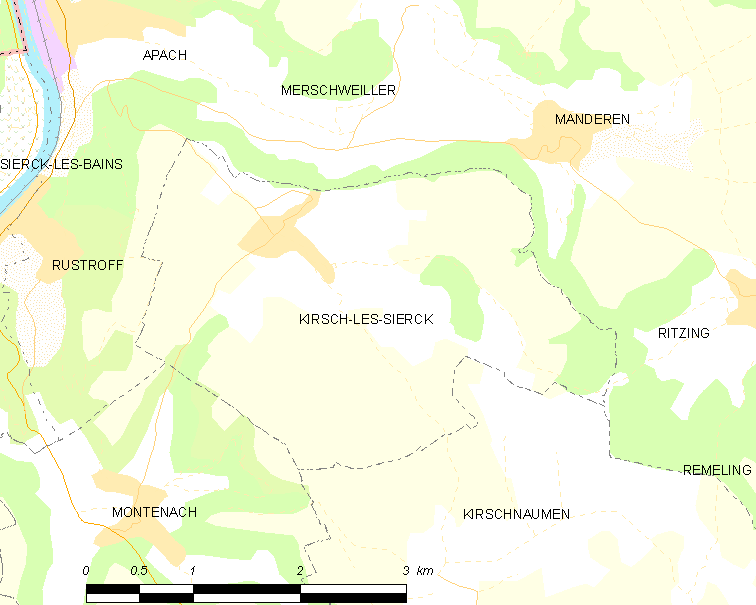
基尔什莱锡尔克的OSM定位图

## 行政
基尔什莱锡尔克的邮政编码为57480，INSEE市镇编码为57364。

## 政治
基尔什莱锡尔克所属的省级选区为布宗维尔县。

## 人口

1962-2008年间基尔什莱锡尔克人口变化图示

基尔什莱锡尔克于2022年1月1日时的人口数量为329人。